# 地帯
| ウィキペディアには「地帯」という見出しの百科事典記事はありません（タイトルに「地帯」を含むページの一覧/「地帯」で始まるページの一覧）。 代わりにウィクショナリーのページ「地帯」が役に立つかもしれません。 |